# Nordmilch

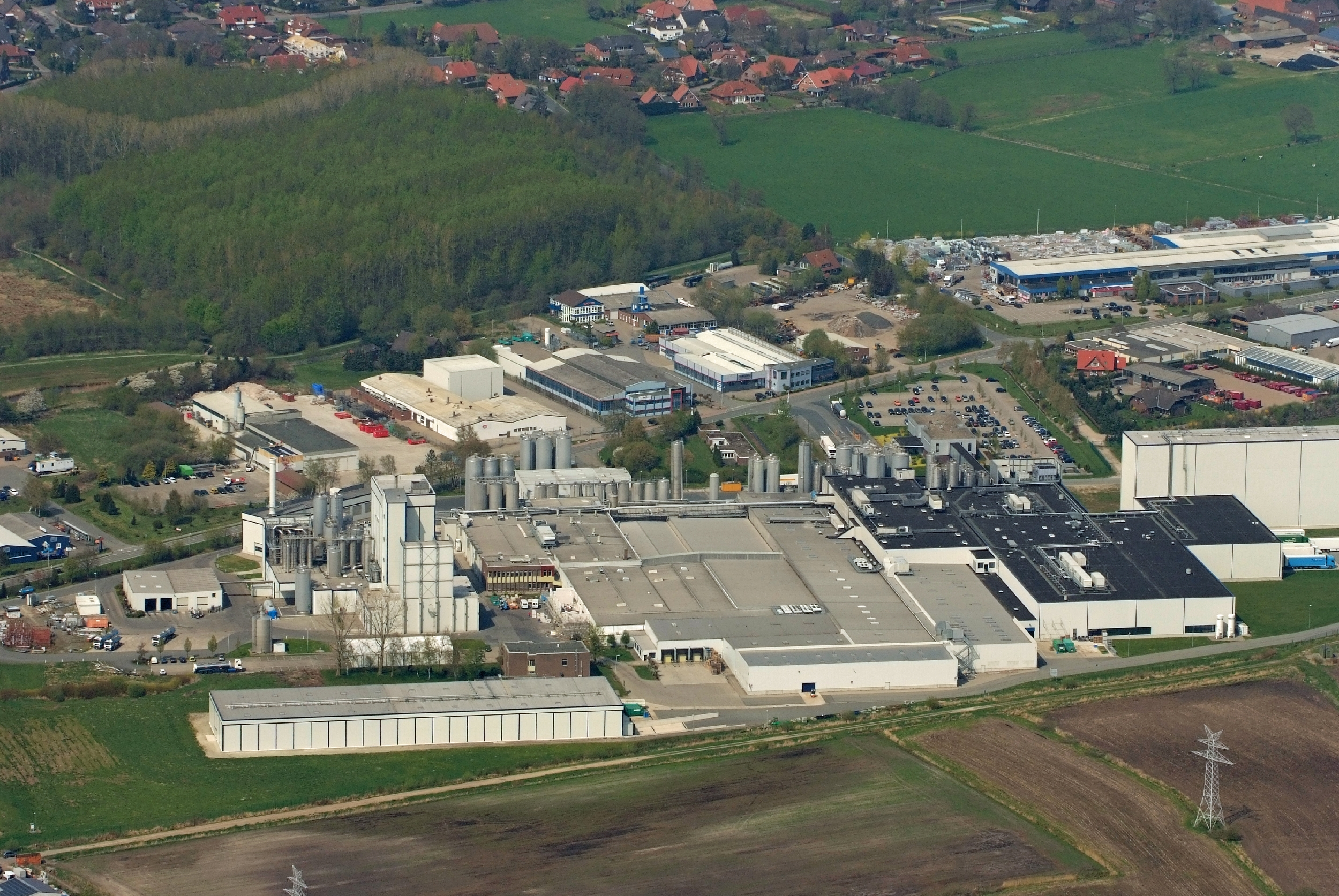
Nordmilch-Standort in Edewecht (Luftbild 2013)

Die Nordmilch GmbH war ein Unternehmen der Milchproduktion mit 2452 Mitarbeitern, das 2011 mit der Humana Milchunion in der Deutschen Milchkontor GmbH fusionierte.

## Geschichte
1999 fusionierte die in Isernhagen in der Region Hannover ansässige Genossenschaft Hansano-Milchhof mit der Nordmilch eG.
Die Nordmilch AG war Hauptsponsor vom Radsportteam Team Milram, das mehrmals an der Tour de France teilnahm. Im Juli 2010 kündigte Nordmilch an, dass sie für 2011 für das Radsportteam keine Lizenz mehr beantragen wollte und besiegelte somit dessen Ende.
Im September 2010 wurden die Fusionspläne mit der Humana Milchunion bekannt und das Bundeskartellamt gab grünes Licht für die dann erfolgte Fusion. Das neue Unternehmen heißt Deutsches Milchkontor (DMK) und ist nun eine GmbH.

## Standorte
Insgesamt hatte das Unternehmen neun eigene Standorte und vier Tochterunternehmen.
Die Nordmilch-eigenen Standorte waren in Zeven, Edewecht, Neubörger, Nordhackstedt, Hohenwestedt, Strückhausen und Schleswig. Daneben befanden sich Nordmilch-Tochterunternehmen in Dargun, Magdeburg, Waren (Müritz) und Holdorf. Die Zentrale des Unternehmens war in Bremen.